# Кафе
 Тази статия е за напитката.  За вида заведение вижте Кафене.  
Кафѐ се нарича варена напитка, приготвяна от изпечените и смлени семена на някои видове кафеено дърво, отглеждани в повече от 70 страни по света.
Суровото кафе на зърна е една от най-важните за международната търговия селскостопански стоки. Кафето има голямо стопанско значение в световен мащаб, като през 2004 година е най-важният селскостопански износен продукт за 12 държави, а през 2005 година е 7-ият по стойност селскостопански износен продукт в света.
Смята се, че тонизиращият ефект на семената на кафееното дърво е открит в Йемен и североизточните части на Етиопия, след което то започва да се отглежда в Арабския свят. Най-старото достоверно сведение за пиене на кафе е от средата на XV век и се отнася за суфийските общности в Йемен. От мюсюлманските страни се разпространява към Италия, а след това към останалата част от Европа и към Америка. В Африка и Йемен кафето се използва в някои религиозни церемонии, поради което Етиопската православна църква не допуска употребата му за светски цели, забрана, останала в сила до края на XIX век. Кафето е забранено и в Османската империя през XVII век, а по-късно в Европа то е свързвано с политически заговори.
Плодовете на кафееното дърво, които съдържат зърната кафе, се добиват от няколко вида малки вечнозелени храсти. Двата най-често отглеждани вида са високо цененият Coffea arabica и Coffea canephora, зърната от който са известни и като робуста. Вторият от тези два вида е устойчив на опустошителната кафеена листна ръжда (Hemileia vastatrix). И двата вида се отглеждат главно в Латинска Америка, Югоизточна Азия и Африка. След като узреят плодовете се обират, обработват и изсушават. След това семената се изпичат в различна степен, според търсения вкус, смилат се и се сваряват, за да се получи напитката кафе.
Поради своето съдържание на кофеин кафето действа на хората като стимулант и се е превърнало в една от най-популярните напитки в света. Медицински изследвания дават противоречиви резултати за въздействието на кафето върху здравето, което може да зависи в голяма степен от начина на приготвяне.

## Наименование
Наименованието на кафето в повечето европейски езици произлиза от неговото име на османски турски kahve. Българският термин е кафе (дошъл вероятно под влияние на френската форма café), но се използват и диалектните форми кавѐ, кайвѐ и кахвѐ.
Турското наименование на кафето, от своя страна, е заето от арабското название на кафето قهوة (кахуа). Според повечето арабски лексикографи първоначално тази дума е обозначавала вид вино, впоследствие тя става основа на глагола каия („нямам апетит“) и оттам е започнала да се използва за кафето, за което се е смятало, че притъпява глада. Съществуват и няколко алтернативни етимологии, според които арабската форма има етиопски произход, например, свързвайки я с географската област Кафа. Тамошното наименование на растението обаче е bunn.

## История

### Легенди
Историята с откриването на напитката кафе се губи далеч назад във вековете. Има легенда за етиопския пастир Калид (или Калди), живял през IX век. На него му направило впечатление, че козите му, след като са пасли листа и плодове от определен вид храст, ставали доста игриви, дори и нощем. Като любопитен и любознателен човек той самият опитал от плодовете на този храст и сам почувствал необикновен прилив на сили и добро настроение.
Според друга легенда първите, усетили ободряващия ефект на кафето и възползвали се от това си откритие, били монасите от християнските манастири в Етиопия. Те приготвяли отвара от кафейните плодове, с която снемали умората и изтощението по време на продължителните религиозни церемонии. Те я наричали „Кава“ в чест на персийския владетел Кай Кавус, който според преданието възторжено се възнесъл на крилатата си колесница в небето – така въодушевено се чувствали и те, пиейки тази напитка.

### Писмени сведения
Първите и по-обстойни сведения относно кафето са открити в арабски източници, датиращи около 1000 г. от новата ера. Най-известният и считан за най-добър сорт кафе „Мока“ е наречен така на името на йеменското пристанище Моха, откъдето е тръгнало разпространението на кафето. Но най-първи от арабите започнали да пият кафе не йеменците, а жителите на изчезналия по-късно град Джулфара на територията на емирата Рас ал-Хайма. При разкопките на този легендарен град археолозите открили вероятно най-древните зърна на Арабския полуостров, които се отнасят около началото на XII век.
Предците на тези „джулфарахци“ си приготвяли напитката, варейки цели зърна и изсушени листа. Този начин на приготвяне се използва и до днес на някои места в Арабския полуостров. Бедуинското светло кафе „Далля“ (по названието на медния съд, в който се приготвя) е необичайно силно и затова го пият в специални, мънички чашки, колкото за 2 – 3 глътки. „Далля“ и фурмите са бедуинските „хляб и сол“, с които се посрещат желани и скъпи гости и до днес.
Първоначално разпространението на кафето ставало бавно. Използвали го главно като лечебно средство при слабост и умора. Освен това самата „одисея“ по разпространението на кафееното дърво се оказала доста дълга и сложна. Арабите, стремейки се да съхранят тайната на своето откритие, отказвали да изнасят сурови семена кафе, обяснявайки, че ако не са предварително изсушени и изпечени, ще се повредят и ще станат негодни за употреба.
Но многочислените ислямски поклонници, посещаващи Мека, бързо станали почитатели на любимото питие на местните. Скоро започнали да отнасят по родните си места зърна кафе от Мека, наричайки го „ислямско вино“. Поради особено засилилата се страст на арабите към кафето през 1511 г. висшето мюсюлманско духовенство създало в Мека „Съвет по кафето“. На този съвет след дълго обсъждане било решено, че кафето развращава разума и чувствата на правоверните и ги отвлича от правата вяра. Кафето, както и виното, били забранени. Но не след дълго забраната касаеща кафето била постепенно и благополучно забравена.

## Разпространение по света
Разпространението на кафето по света започва през XVI – XVII век и е съпроводено с множество куриозни факти.
В средата на XVI век предприемчив арабин на име Шемза, родом от Халеб (в Сирия), преплавал морето с голям запас сурови кафеени зърна и засадил първата кафеена градина на брега на Босфора. Начинанието му се увенчало с неочакван успех. Ароматната напитка много се харесала на турците, които с удоволствие започнали да се събират в кафенетата – на ароматно кафе и приятен разговор. Но както в повечето случаи, успехът ражда и врагове. Цялата отоманска столица се разделила на 2 лагера – лагер на горещите привърженици на кафето, възхваляващи чудесните му свойства, и лагер на яростно заклеймяващи го, обосноваващи се с това, че Коранът позволява единствено джамията да бъде сборен пункт на правоверните, а кафето е не друго, а коварен дар на дявола и е забранено от пророка. Всъщност цялата тая полемика била предизвикана от хитрия сириец, който сам забогатявал, поддържайки тази шумотевица и спорове.
Султан Сюлейман Великолепни се отнесъл с равнодушие към споровете и вълненията заради кафето. Но неговият приемник Мурад IV бил зле настроен към кафе любителите. Всички кафенета били затворени, а посетителите им ги грозяло смъртно наказание, ако не се съобразяват със заповедите на падишаха. Световната история обаче показва, че гоненията не могат да пресекат и унищожат това, което се харесва на народа. В течение на векове в задните дворове на къщите продължили да съществуват тайно малки кафененца, които събирали на раздумка и ароматно питие поклонниците на кафето. От XVIII век гоненията били прекратени. Кафенетата веднага започнали да процъфтяват, придобивайки характер на обществени клубове, където на чашка ароматно кафе и упойващия дим от наргилетата, правоверните обсъждали всякакви въпроси, най-често тези от политиката.
Западна Европа също е превзета от кафето. Но тук нещата се развиват малко по-различно. Дълго време кафето оставало екзотична, скъпа и недостъпна напитка. Арабските търговци, опасявайки се от загуба на монопола си над търговията с този ценен продукт, много строго охранявали суровите зърна.
Холандците били първите европейци, на които се удало да отгледат фиданка кафеено дърво. Много търговци, пътешественици и дипломати се опитвали да откраднат и тайно да пренесат в Европа ценните семена. Едва през 1616 г. щастието се усмихнало на холандеца Петер ван дер Брок, който се занимавал с търговия в йеменското пристанище Моха. Завръщайки се в родината си, той незабавно посадил няколкото откраднати зърна в ботаническата градина в Амстердам, а шведският учен и негов приятел Карл Линей се погрижил по-натам за тях и отгледал от тях няколко фиданки „Кафе Арабика“. През 1658 г., предприемчивите холандци създали и своя плантация кафе в колонията си на о. Цейлон (днес Шри Ланка).
Първото публично представяне на кафето във Франция се осъществило през 1664 г., когато на официален обед в Лувъра Луи XIV го опитал за пръв път. Впоследствие кралят издал указ, с който одобрил харесалата му напитка. Но всъщност откритото появяване на кафето във Франция е няколко години по-късно, през декември 1669 г. Това време е свързано със сложна дипломатическа борба, която водели помежду си Франция и Турция. Сюлейман Мустафа Ага – представителят на турския султан Мехмед IV, бил приет в двореца Сен Жермен ан Ле. До самото си заминаване той черпел гостите си с неизвестна напитка. Дипломатическите контакти не донесли някакъв положителен резултат, но затова кафето очаровало французите. Екзотиката на турската кафеена церемония – ярки, пищни и скъпи дрехи, слуги-негри, гореща черна напитка с непривичен вкус и възбуждащ аромат, се преплитала с уханието на тежък и омайно сладък ориенталски парфюм – всичко това поразило въображението и „запалило“ френските аристократи.
И само няколко години след това, за разлика от холандците, французите получили шепа качествени зърна кафе, без да крадат, по съвсем честен начин. Тези зърна били подарък за краля на Франция Луи XIV от султана на Йемен в знак на благодарност, че френският кралски лекар излекувал сериозно заболялото му ухо. И така през 1714 г. било засадено и първото кафеено дърво в парижката ботаническа градина.
Луи XIV се оказал страстен любител на кафето. Знаейки това и в знак на добра воля, холандската кралица му подарила фиданка кафеено дърво, което било посадено при поникналите вече растения в парника на парижката ботаническа градина. От израсналите фиданки впоследствие били създадени кафеени плантации във френските колонии в Южна и Централна Америка и Карибите.
Първите няколко екземпляра кафеени дървета попаднали на о. Мартиника в Карибско море около 1720 г. благодарение на огромните усилия на Габриел де Клие, който първоначално се опитал да убеди парижките власти да му дадат няколко кафеени дръвчета, които да засади на острова. Получил отказ и сам откраднал 3 броя. Според преданието, по пътя му се случили разни случки – опитали се да му откраднат скъпоценната стока, обявили го за холандски шпионин, който нарочно изнася фиданките от Франция, макар че Мартиника си бил френска колония. Водата за пиене започнала да не достига, наложило му се да дели своята дажба вода с фиданките. В крайна сметка до острова все пак достигнало едното от кафеените дръвчета, което за радост, след засаждането успяло и да се прихване. От развилата се кафеена плантация на о. Мартиника впоследствие разнесли кафето из Хаваите и Мексико, и на болшинството острови в Карибско море.

### Италия
В Италия кафето се появява в средата на XVII век. Венецианските търговци, узнавайки за чудотворното му въздействие върху организма, незабавно реагират и през 1645 г. на площад „Сан Марко“ във Венеция се открива първото кафене – „Кафе Флориан“. И до днес то е едно от най-известните и скъпи кафенета не само във Венеция, а и в целия свят. Италианците така се влюбват в кафето, че много скоро то става елемент от ежедневието им. Нещо повече – то става и тема на редица театрални представления като например известната пиеса на Карло Голдони „Магазинче за кафе“. Феновете на кафето издавали и списание – Il Caffe, което просъществувало само от 1764 до 1767 г., но дискутирало темите, които се обсъждали в кафенето: политика, право, наука и литература, карнавала.
А според легендата монасите-капуцини от един от манастирите, разположени северно от Рим, изобретили капучиното – може би най-известното днес италианско кафе. Като всички аскети, и те били лишени от земните радости. Е, измислили своя мъничка такава – да пият кафето само с мляко, което преди това разбивали над гореща пара до получаване на обилна, пухкава пяна. Но за да бъде млечната пяна по-устойчива, в процеса на разбиването добавяли и по лъжичка гъста сметана. Така нелекият им път към Бога станал даже прекрасен. Славата на чудесната напитка бързо се разнесла из цяла Италия.
И понеже светът все върви към усъвършенстване, самоукият механик Джузепе леко изменил технологията на приготвяне, изобретявайки първата „машинка“ за капучино. Тя се състояла от две отделения. В първото се нагрявала вода до пара, която по тръбичка попадала във второто отделение, а там с бъркалка се разпенвало млякото. И до днес всички кафеварки за капучино работят на този принцип. Появили се нови термини с италиански произход, отнасящи се до кафето: „баристас“ – тези, които умеят да приготвят еспресо, капучино, кафе-латте (кафе с мляко), кафе-ристретто (много силно), кафе-макиато (еспресо с мляко), кафе кон панна (кафе със сметана)... И, мамма миа! – през 1948 г. италианският „баристо“ Ашил Гаджия изобретил кафеварка-еспресо, което довело до революция в приготвянето на кафе-еспресо, т.е. „кафе под налягане“.
МКС еспресо машина (ISSpresso) е първата еспресо кафе машина, конструирана да се използва в космоса и е произведена от Арготек и Лаваца в публично частно партньорство с Италианската космическа агенция. Първото еспресо кафе е изпито от астронавтката Саманта Кристофорети на 3 май 2015 година.

### Англия
В консервативна Англия първото кафене било своевременно открито, но не в столицата, а в академичен Оксфорд в 1650 г. Две години по-късно дошъл ред и на второто кафене – вече в Лондон. По това време кафето струвало едно пени, а основните клиенти били студентите, които дори смятали, че срещу едното пени в кафенето научават повече, отколкото на лекциите в университета.
Новооткритите кафенета след това се „специализирали“ горе-долу по следния начин – юристите се събирали в The George, за медиците любимо място станало Baston. Скоро кафенетата станали популярно място за изява и сред хората, изповядващи антиправителствени идеи, но когато крал Чарлз II решил да закрие тези „порочни“ места, неговата забрана просъществувала едва 11 дена.
Надигналата се силна протестна вълна го принудила да промени волята си. Вратите на кафенетата се отворили отново, а репутацията на краля поувяхнала. Все пак в края на краищата основна напитка на англичаните си останал чаят, а не кафето, благодарение на Източноиндийската компания, която доставяла доста по-евтин чай от Индия.

### Русия
Първият кафеман в Русия очевидно бил царят Алексей Романов, комуто придворният лекар Самюел Колинс в 1665 г. започнал да предписва „познатото от перси и турци варено кафе“ като „изрядно лекарство против надменност, настинка и главоболие“. Но църквата считала, че кафето размътва мозъка и се стараела всячески да се противопостави на разпространението му.
Синът му Петър I се „заразил“ от кафемания при посещението си у Николас Витсон – предприемач и търговец на кафе в Холандия. С присъщото си усърдие Петър I започнал да внедрява чудодейната напитка сред своите поданици. Царят повелил щедро да черпят с напитка от задморската билка на всички големи събирания и балове в двореца, дори и просителите в канцеларията и посетителите на царския музей. След Петър I покровителка на кафето станала императрица Анна Йоанновна Романова, по чието нареждане през 1740 г. като едно от увеселителните заведения се открива „Дом на кафето“. Малко по-късно нов тласък в разпространението на кафето в Русия дали руските офицери, пребивавали във Франция през войната от 1812 г. Там те придобили навика да пият кафе и при завръщането си го въвели като елемент при посрещане на важни гости. Открити били и първите кафе-сладкарници, но по правило в тях влизала само светска отбрана публика. Не след дълго обаче в Москва и Петербург се появили и първите „литературни кафенета“, където започнала да се събира интелигенцията. Кафеманията дотолкова се разраснала, че в края на 19 в. дори женската прислуга, постъпвайки на работа, се уговаряла за полагаща се „кафе-почивка“.
През 1884 г. в Петербург се открила международна изложба по градинарство. На нея всички многобройни желаещи имали възможността да се научат на изкуството да пекат кафе и да приготвят напитка от него. След тази изложба вносът на кафе в Русия се увеличил неимоверно.

### Бразилия
Бразилия станала кафеена държава по малко романтичен начин. В XVIII век между френска и холандска Гвиана се случил пограничен конфликт. Роля на посредник за урегулирането му приела Бразилия. За глава на делегацията бил назначен Франческо де Мело Палета. До приключване на мисията си той се сприятелил с местния губернатор и го помолил за фиданка кафе, но понеже износът бил строго забранен, той, уви, му отказал. Палета успял да помири страните и преди да си тръгне организирал банкет в чест на подписването на примирието. На този банкет били поканени видни гости, естествено и губернаторът с жена си. А тя очевидно харесала умиротворителя, защото при изпращането му на следния ден му подарила букет цветя, сред които имало и резници от кафеено дърво... След известно време благодарение именно на тях Бразилия се превърнала в кафеена империя, чиито огромни плантации са „родени“ от букета на една жена.

### Индия
И в Индия кафето се появява почти по същото време. Съгласно легендата, в 1670 г. мюсюлманският поклонник Баба Будан тайно изнесъл от Мека само 7 кафеени зърна, скрити в пояса му. Тези зърна той посадил в родното си място – Южна Индия, областта Чикмагалур. Днес този първи сорт индийско кафе се нарича Old Chick и представлява 1/13 от износа на кафе от Индия. В чест на своя сънародник благодарните индуси нарекли родния му град Баба Будан, в чиито покрайнини и днес хората отглеждат кафе. А първите големи кафеени плантации в Индия са създадени от англичаните през 1840 г. в южните области на страната – около планината Майсур. След получаване на независимост през 1949 г. в Индия се създава самостоятелен отрасъл по отглеждане и производство на кафе. Понастоящем Индия е един от най-големите производители и износители на кафе в света.

## Биология на видовете кафе
Няколко вида храсти от род Coffea дават плодове от което може да се прави кафе. Двата основни вида, от които промишлено се добива кафе са Coffea canephora (познато още и като Coffea robusta) и C. arabica. Оригиналният и високо ценен вид C. arabica, расте в югозападна Етиопия, в югоизточен Судан и северна Кения. Другият основен вид – C. Canephora, расте в западна и централна субсахарна Африка, от Гвинея към Уганда до южен Судан. Съществуват още няколко вида растения, от които може да се получи кафе – C. liberica, C. excelsa, stenophylla, mauritiana и racemosa.
Всички видове кафе принадлежат към голямото семейство Брошови. Представляват вечнозелени храсти или ниски дървета, достигащи до 5 m височина в диво състояние. Листата са тъмно зелени и лъскави, обикновено дълги около 10 – 15 cm и 6 cm широки. Цветовете са разположени в сгъвките на малките клонки като съцветия от силно миризливи бели цветове, които цъфтят едновременно и дават овални плодове с размер около 1,5 cm. Плодовете са зелени, когато не са узрели, постепенно стават жълти, и когато узреят стават най-накрая червени, преди да станат черни и да опадат. Всеки плод обикновено съдържа две семена, но около 5 до 10% от плодовете имат само едно семе. Плодовете узряват за около седем до девет месеца.
Coffea arabica е самоопрашващо се растение и в резултат на това семената са еднотипни, като качествата на родителското растение се запазват. Другите видове кафе – Coffea canephora, C. excelsa и C. liberica изискват кръстосано опрашване, което означава, че ценните качества на хибридите трябва да се селекционират изкуствено, а самото култивиране става чрез вегетативно размножаване – от клонки и листа.
- Плантация в Бразилия
- Цъфтеж
- Завързал плод
- Плод в близък план
- Беритба в Етиопия

## Въздействие върху здравето
Подобно на всички останали храни и напитки, кафето играе роля в нашето физическо и психологическо благополучие. През годините то е било обект на множество изследвания.
Доказано е, че кафето увеличава бодростта и стимулира мозъчната дейност. Приема на умерено количество кофеин, който е една от основните съставки в кафето, увеличава скоростта с която се обработва информацията в мозъка и подобрява времето за реакция. Консумацията на кофеин се асоциира с повишена бодрост и стимулация на мозъчната дейност, водещи до подобрена концентрация при извършването на различни задачи, които изискват специално внимание и логическо мислене. Научни експерименти доказват ползите от кафе паузи по време на работа или докато човек учи, независимо дали е през деня или нощта.
Кафето е богат естествен източник на антиоксиданти, които неутрализират свободните радикали при обмяната на веществата. Свободните радикали са част от естествените процеси в организма, които възникват вследствие на клетъчния метаболизъм и чието естествено ниво може да бъде повишено под влияние на външни процеси като цигареният дим, инфекции, замърсявания, UV слънчеви лъчи. Кафето осигурява защитен ефект срещу рака на дебелото черво, простатата, ендометриума, кожата и черния дроб, както и от диабет тип 2, камъни в жлъчния мехур, подагра, деменция. Научни изследвания показват, че кафето съдържа значително количество антиоксиданти от групата на полифенолите и това го превръща в основен източник на антиоксиданти от този тип. Кафето намалява опасността от развитие на цироза на черния дроб при консумиращите алкохол. Консумиращите кафе по-рядко се сблъскват с болестта на Паркинсон. Кафето не предизвиква хипертония. Добре изпечените зърна кафе могат да унищожат бактерията Streptococcus mutans, която предизвиква кариес. Вече повече от десет години се използват кофеинови инжекции стимулиращи дишането на бебетата, когато то е остро нарушено.
Друго от най-разпространените свойства на кафето е, че повишава настроението на консуматорите му. А това се дължи преди всичко на допамина. Точно той води до „пристрастяване“ с топлата напитка. Кафето по-добре от аспирина се справя с мускулните болки след напрегнати натоварвания. Любителите на кафе запазват в по-голяма степен свежестта както на дълготрайната, така и на кратковременната си памет. Кафето – разбира се, само при определени случаи – е полезно даже и за децата.

## Използване на кафето в домакинството
- След сваряването остатъците от студено кафе или остатъците от използваното кафе под формата на прах съдържат голямо количество свързан азот и поради тази причина може да се използва за торене в градината.[24] Голямото съдържание на калий, фосфор и други минерали е добро за развитието на растенията.
- Остатъците от вареното кафе са безопасен за природата пестицид срещу охлюви.
- В България често се „гледа на кафе“, като се използва обикновено утайката в чашата, след като от нея е изпито турското кафе.